# Daniele Filisetti
Daniele Filisetti (Nembro, 2 settembre 1959) è un ex calciatore e dirigente sportivo italiano, di ruolo difensore.

## Caratteristiche tecniche
Era un difensore sovente utilizzato come stopper.

## Carriera

### Giocatore
Cresciuto tra le file delle giovanili dell'Atalanta, squadra della sua città, disputa più di quattro campionati con la maglia nerazzurra, dei quali tre in Serie B.
Debutta quindi in Serie A con la Lazio, vestendo la maglia biancoceleste per quattro stagioni, due in Serie A e due fra i cadetti: farà parte dei famosi Eroi del -9 e contribuirà alla salvezza della squadra romana, ottenuta solo all'ultima giornata degli spareggi per non retrocedere in Serie C. Nella stagione 1987-88 si trasferisce al Venezia, contribuendo alla promozione dei lagunari in Serie C1 nella stagione 1987-1988.
Termina la carriera tra le file dell'Alzano Virescit, formazione lombarda del campionato Promozione.
In carriera ha totalizzato complessivamente 47 presenze in Serie A e 133 presenze ed una rete in Serie B.

### Dopo il ritiro
Nel 2011 ricopre il doppio ruolo di coordinatore marketing ed istruttore della scuola calcio dell'Alzano Virescit. Attualmente esercita soprattutto la professione di odontotecnico.

## Palmarès
- Serie C1: 1

Atalanta: 1981-1982 (girone A)